# Victoria Brown
Victoria Brown, född 27 juli 1985 i Melbourne, är en australisk vattenpolomålvakt. Hon deltog i den olympiska vattenpoloturneringen i London där Australien tog brons.